# Oxacillina
L'oxacillina è un farmaco antibiotico beta-lattamico a spettro limitato della classe delle penicilline.

## Farmacodinamica
L'oxacillina è una penicillina semisintetica, penicillinasi-resistente, ad azione battericida. La molecola, acido-resistente, è efficace nelle infezioni sostenute da stafilococchi produttori di penicillinasi un enzima che rende questi microorganismi scarsamente sensibili alla penicillina G. Il composto inibisce la sintesi del peptidoglicano della parete cellulare batterica.
Lo spettro d'azione comprende numerosi cocchi gram-positivi, compreso Staphylococcus aureus e stafilococchi coagulasi-negativi meticillino sensibili, streptococchi beta-emolitici di gruppo A, B, C e G e Streptococcus pneumoniae.

## Farmacocinetica
Dopo somministrazione per via parenterale (intramuscolare o endovenosa) il farmaco viene rapidamente assorbito.
Una singola iniezione intramuscolo comporta il raggiungimento di concentrazioni plasmatiche massime (Cmax) entro 30 minuti. A seguito di somministrazione endovena il picco sierico viene raggiunto in 5 minuti.
Il legame con le proteine sieriche (in particolare con l'albumina) varia tra l'89% ed il 94%.
L'oxacillina si distribuisce in diversi tessuti biologici raggiungendo concentrazioni ragguardevoli nel liquido pleurico e pericardico, nei polmoni, così come nella bile, nel liquido sinoviale e nell'osso. La molecola oltrepassa solo con grande difficoltà la barriera ematoencefalica, pertanto le concentrazioni dell'antibiotico nel liquido cerebrospinale appaiono insignificanti.

L'emivita dell'oxacillina nei soggetti adulti ed in buona salute è inferiore ad un'ora (da 20-30 minuti a 50 minuti circa). Alcuni metaboliti della sostanza sono farmacologicamente attivi. Il farmaco progenitore ed i metaboliti sono eliminati dall'organismo attraverso l'emuntorio renale sia tramite secrezione tubulare sia grazie alla filtrazione glomerulare. L'oxacillina è parzialmente escreta anche nella bile.
Solo minime quantità della molecola possono essere rimosse eseguendo un'emodialisi o la dialisi peritoneale.

## Tossicologia
Studi sperimentali effettuati sugli animali (ratti e cani) hanno messo in evidenza come siano state ben tollerate dosi orali, rispettivamente, fino a 1000 e 500 mg/kg peso corporeo, al giorno, per un periodo di trattamento di sei settimane.

## Usi clinici
L'antibiotico trova indicazione nelle infezioni sostenute da batteri Gram-positivi (pneumococco, Streptococco β emolitico di gruppo A, Staphylococcus aureus, compresi i ceppi produttori di penicillinasi). Tuttavia sono stati identificati ceppi resistenti, appartenenti alla classe Oxacillin-resistant Staphylococcus aureus (ORSA).

Clinicamente viene ampiamente utilizzato in caso di infezioni delle vie respiratorie (infezioni dell'orecchio, naso e gola, bronchiti, polmoniti, broncopneumopatie croniche) e dei tessuti molli (celluliti, foruncolosi, acne, ferite ed ulcere settiche, ascessi cutanei). Utile anche nei soggetti affetti da osteomieliti, infezioni delle vie urinarie, enterocoliti e batteriemie stafilococciche.

## Effetti collaterali e indesiderati
Nel corso del trattamento possono verificarsi disturbi gastrointestinali (stomatite, dispepsia, nausea, vomito, diarrea, sanguinamento gastrointestinale) ed epatici (aumento delle transaminasi, AST ed ALT, della fosfatasi alcalina, e della GGT, ittero e epatite colestatica).
Sono stati segnalati anche disturbi neurologici (sonnolenza, confusione mentale, spasmi muscolari, mioclonie, convulsioni e talvolta anche neuropatie e ambliopia) ed ematologici (leucopenia, neutropenia, granulocitopenia, agranulocitosi, depressione del midollo osseo, anemia emolitica, trombocitopenia, eosinofilia).
La somministrazione di oxacillina, così come quella di altre penicilline, può comportare l'insorgenza di reazioni da ipersensibilità negli individui posti in trattamento, in una percentuale che varia tra l'1% ed il 10% . Le reazioni si dicono "immediate" quando si verificano da pochi minuti fino a 48 ore dalla somministrazione e consistono in prurito, orticaria, edema angioneurotico, broncospasmo, ipotensione arteriosa.
Le reazioni allergiche "ritardate" si verificano invece dopo 48 ore e, talvolta, fino a 2-4 settimane dalla terapia e comprendono iperpiressia, malessere generale, orticaria, mialgia, artralgia, dolore addominale, e rash cutaneo.

## Controindicazioni
Il farmaco è controindicato nei soggetti con ipersensibilità individuale nota al principio attivo, alle penicilline, oppure ad uno qualsiasi degli eccipienti utilizzati nella formulazione farmaceutica.

## Interazioni
- Probenecid: la terapia di associazione con le penicilline e derivati incrementa e prolunga le concentrazioni sieriche delle penicilline, attraverso una ridotta escrezione per inibizione competitiva della secrezione renale tubulare dell'antibiotico.